# Dossello
Dossello [doˈsːɛlːo] (Dossèl [doˈsɛl] in dialetto bergamasco) è una frazione del comune italiano di Albino in Provincia di Bergamo.

## Geografia fisica
La frazione di Dossello confina a nord con una parte del territorio comunale di Cene, a sud con Abbazia, a est con Casale e a ovest con Vall'Alta.
La chiesa parrocchiale della frazione è intitolata allo Sposalizio di Maria e Giuseppe.

## Geografia antropica
La frazione comprende, oltre al centro vero e proprio, diversi centri abitati di dimensioni ridotte, come ad esempio la contrada  Ponte Luio Zanchi.